# Episodi di California (dodicesima stagione)
Questa voce contiene trame, dettagli e crediti dei registi e degli sceneggiatori della dodicesima stagione della serie televisiva California.
Negli Stati Uniti d'America, è stata trasmessa per la prima volta dalla CBS dal 13 settembre 1990 al 16 maggio 1991. In Italia la stagione è inedita.
Il cast regolare di questa stagione è composto da: William Devane (Gregory Sumner), Kevin Dobson ('Mack' Patrick MacKenzie), Michele Lee (Karen MacKenzie), Patrick Petersen (Michael Fairgate), Michelle Phillips (Anne Matheson), Larry Riley (Frank Williams), Ted Shackelford (Gary Ewing), Nicollette Sheridan (Paige Matheson), Joan Van Ark (Valene Waleska Ewing).
| nº | Titolo originale                    | Titolo italiano | Prima TV USA      | Prima TV Italia |
| -- | ----------------------------------- | --------------- | ----------------- | --------------- |
| 1  | Return Engagement                   |                 | 13 settembre 1990 |                 |
| 2  | Blind Side                          |                 | 20 settembre 1990 |                 |
| 3  | God Will                            |                 | 27 settembre 1990 |                 |
| 4  | Dead But Not Buried (1)             |                 | 18 ottobre 1990   |                 |
| 5  | Dead But Not Buried (2)             |                 | 25 ottobre 1990   |                 |
| 6  | You Can Call Me Nick                |                 | 1º novembre 1990  |                 |
| 7  | Do Not Attempt to Remove            |                 | 8 novembre 1990   |                 |
| 8  | The Best Laid Plans                 |                 | 15 novembre 1990  |                 |
| 9  | Side by Side                        |                 | 29 novembre 1990  |                 |
| 10 | The Lady or the Tiger               |                 | 6 dicembre 1990   |                 |
| 11 | Asked to Rise                       |                 | 13 dicembre 1990  |                 |
| 12 | A Merry Little Christmas            |                 | 20 dicembre 1990  |                 |
| 13 | The Unknown                         |                 | 3 gennaio 1991    |                 |
| 14 | Simmer                              |                 | 10 gennaio 1991   |                 |
| 15 | A Sense of Urgency                  |                 | 17 gennaio 1991   |                 |
| 16 | Always on Your Side                 |                 | 7 febbraio 1991   |                 |
| 17 | In the Dog House                    |                 | 14 febbraio 1991  |                 |
| 18 | Call Me Dimitri                     |                 | 21 febbraio 1991  |                 |
| 19 | Bad Dog                             |                 | 28 febbraio 1991  |                 |
| 20 | Gone Microfiching                   |                 | 7 marzo 1991      |                 |
| 21 | Upwardly Mobile                     |                 | 28 marzo 1991     |                 |
| 22 | An American Hero                    |                 | 4 aprile 1991     |                 |
| 23 | Where There's a Will, There's a Way |                 | 11 aprile 1991    |                 |
| 24 | The Last One Out                    |                 | 25 aprile 1991    |                 |
| 25 | A Horse is a Horse                  |                 | 2 maggio 1991     |                 |
| 26 | Play, Pause, Search                 |                 | 16 maggio 1991    |                 |
| 27 | Dead Skunk                          |                 | 16 maggio 1991    |                 |